# Observatoire de l'éthique publique
L'Observatoire de l’éthique publique (OEP) est un think tank français fondé le 19 janvier 2018 et présidé par René Dosière.
Ce laboratoire fédère des chercheurs et des acteurs publics souhaitant faire progresser la transparence et la déontologie de la vie publique, ainsi que l’éthique des affaires. Il rassemble environ 80 membres.

## Genèse du projet
À l’automne 2016, René Dosière, qui a consacré sa vie parlementaire au progrès de la transparence financière des pouvoirs publics, accorde un entretien à la revue française de finances publiques dans lequel il déclare : « mon regret c’est d’être demeuré un artisan et de n’avoir pu constituer une petite entreprise avec d’autres parlementaires pour traiter des sujets plus complexes ».
En décembre 2016, afin de créer cette « petite entreprise » en faveur de la transparence de la vie publique, l'universitaire Matthieu Caron propose à René Dosière et Jean-François Kerléo de fonder un think tank rassemblant des chercheurs et des parlementaires. René Dosière annonce officiellement le 13 mai 2017 la création d'un laboratoire d’idées avec des universitaires.
Le 19 janvier 2018, une quinzaine de chercheurs et plusieurs parlementaires se réunissent à l’Assemblée nationale (France) pour donner naissance à L’Observatoire de l’éthique publique. René Dosière en est élu président tandis que la questeure de l’Assemblée nationale, Laurianne Rossi, en devient la vice-présidente. Le think tank réalise officiellement son lancement lors d’une conférence de presse à l’Assemblée nationale le 31 mai 2018.

## Philosophie
Les fondateurs de L’Observatoire de l’éthique publique considèrent qu’il faut promouvoir une transparence et une déontologie de la vie publique fortes et positives, qui restaurent la confiance dans la vie publique. 
La tribune programmatique de l'Observatoire, publiée par Libération, indique que : « cette exigence de responsabilité ne signifie pas qu’il faille réclamer la lumière inconditionnellement sur tout. Seule une transparence tranquille, qui met fin aux secrets contestables et veille à ne pas instiller la défiance, permettra la re-légitimation des pouvoirs publics comme la préservation de l’autorité de l’État. En clair, il est nécessaire de cultiver une transparence qui réhabilite nos responsables publics plutôt qu’un voyeurisme qui les abîme (…). Ce laboratoire de recherche appliquée, qui rassemble des universitaires et des parlementaires, entend assister les pouvoirs publics dans leurs décisions en évitant les pièges d’une transparence spectaculaire et hystérisée pour lui substituer une démarche raisonnée et constructive »[source insuffisante].
En janvier 2020, tirant les leçons de l’affaire de Rugy, le Directeur général Matthieu Caron annonce que la doctrine de L’Observatoire s’inscrira dorénavant davantage dans la logique de la « transparence constructive » que dans celle de la « transparence tranquille » initialement prônée.

## Méthode
Selon son rapport annuel 2020, L’Observatoire de l’éthique publique réalise de la recherche appliquée, faisant travailler de concert des chercheurs et des parlementaires. Il entend ainsi détecter les « zones grises de la République » (ou zones d'opacité), ainsi que ses « zones blanches » (ou zones de vide juridique), afin de proposer des améliorations de la législation en vigueur. Tout en contribuant à la production scientifique par la production et la coproduction d'ouvrages universitaires, l’Observatoire se donne  pour ambition de produire une connaissance pratique à destination de la presse, des institutions et du grand public. Il ne se situe donc pas uniquement sur le terrain de l’analyse mais s’engage dans le débat public en formulant des propositions à destination des acteurs publics et en répondant aux sollicitations techniques des journalistes[source insuffisante].
Depuis début 2019, des parlementaires comme Christine-Pires Beaune, Régis Juanico et Cécile Untermaier posent ainsi de nombreuses questions écrites, portant sur la transparence et la déontologie du pouvoir exécutif, à l'instar de René Dosière pendant vingt ans.
Les travaux de L'Observatoire de l'éthique publique sont régulièrement cités, notamment lorsque des amendements ou des propositions de lois portant sur l'éthique ou la déontologie publique sont présentés,, ou lors des questions au gouvernement,,,.

## Structure et organisation
L’Observatoire de l’éthique publique est une association loi de 1901 à but non lucratif. Il comprend environ 80 membres.

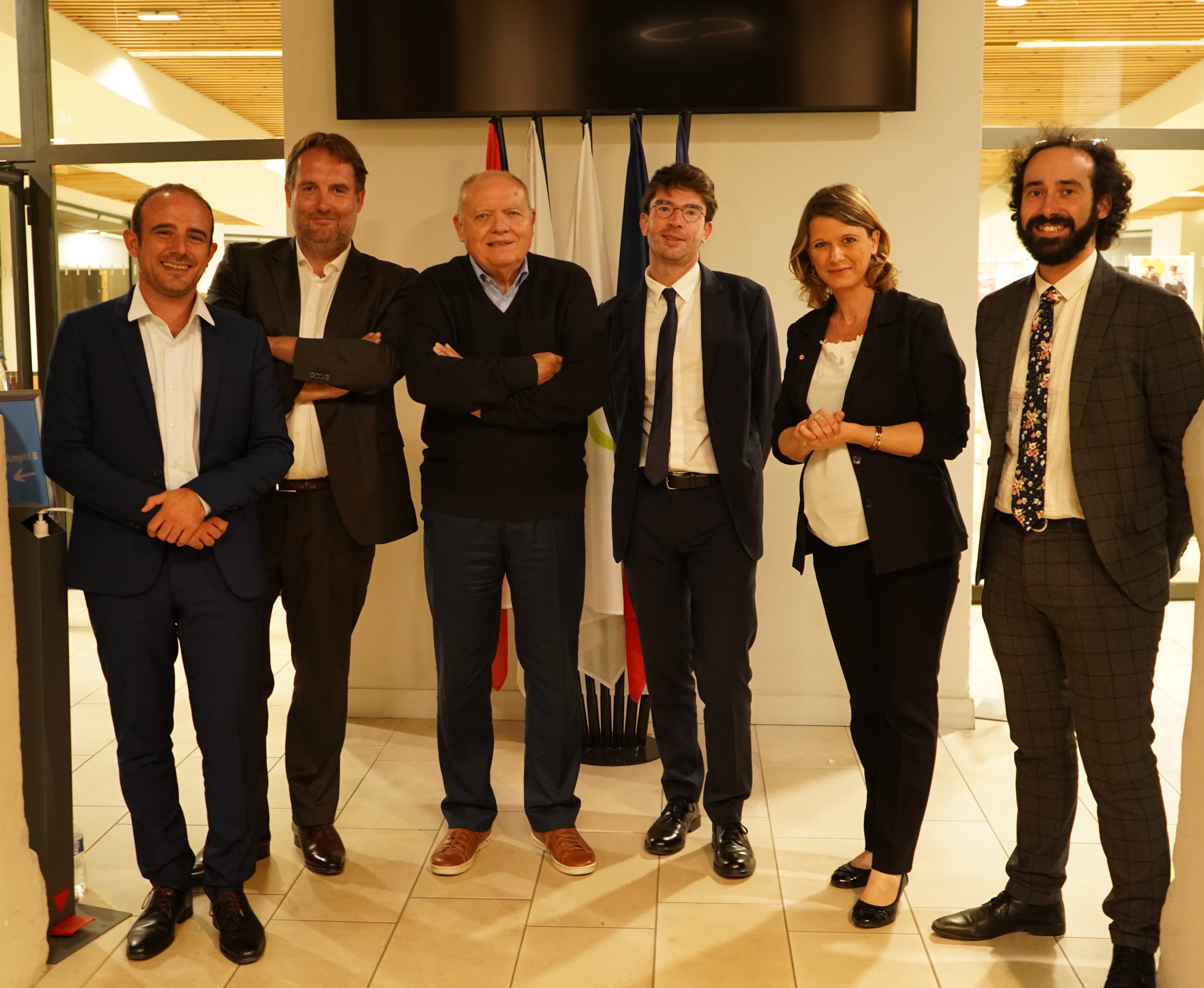
L'équipe dirigeante de l'Observatoire fin 2021. De gauche à droite : Mathias Amilhat, Matthieu Caron, René Dosière, Jean-François Kerléo, Laurianne Rossi, Raphaël Maurel.

En janvier 2020, L’Observatoire annonce la création d’un département Éthique des affaires, considérant que l’éthique des affaires est une question d’éthique publique car l’entreprise doit être considérée comme une res publica, et que les principes de l'éthique publique ont vocation à s'appliquer au monde des affaires. De nombreux nouveaux chercheurs rejoignent ce nouveau département de L’Observatoire, à l’image de Laurence Scialom, Patricia Crifo, Antoine Rébérioux, Sophie Harnay, Stéphane Vernac, Pierre Antoine Chardel ou Geert Demuijnck. Pour prendre date, le nouveau département publie une tribune programmatique « Faisons de la France une nation pionnière en matière d’éthique des affaires » au Monde[source insuffisante].

## Travaux et projets
Le 24 novembre 2018, un collectif de L’Observatoire publie une tribune intitulée : « Matignon doit-il encore subventionner les think tanks ? » dans laquelle ils dénoncent le système de financement opaque et injuste des think tanks français par le Premier ministre[source insuffisante]. Matignon finit par accorder une subvention à L’Observatoire de l’éthique publique. Dans la foulée, les membres du think tank préviennent qu’ils vont demander la transparence et la réforme de ce système de financement.[réf. nécessaire]
Le 26 novembre 2018, Julia Cagé tient une conférence à Sciences Po Lille pour présenter son nouvel ouvrage, Le Prix de la démocratie.
Le 12 décembre 2018, Elina Lemaire, auteure d’une étude sur le régime indemnitaire des membres du Conseil constitutionnel, révèle qu’une partie de la rémunération des membres du Conseil constitutionnel est illégale depuis 2001. Dans une tribune parue à Libération le 21 février 2019, elle appelle à réformer en profondeur ce système et l’institution elle-même. Ce travail est salué à l'Assemblée nationale et une proposition de loi est adoptée à l'unanimité par la Commission des lois de l'Assemblée nationale le 10 février 2021 pour y remédier,.
Le 21 janvier 2019, sous la plume de Béatrice Guillemont, L’Observatoire de l’éthique publique publie sa première note officielle consacrée aux présidents d’AAI et d’API. Béatrice Guillemont publie concomitamment une tribune dans le Monde : « La rémunération de nos responsables publics devrait faire partie du grand débat national ». Ce travail conduit à l'adoption du décret n° 2020-173 du 27 février 2020 relatif aux modalités de rémunération des membres des autorités administratives indépendantes et des autorités publiques indépendantes[source insuffisante].
À l’été 2019, L’Observatoire publie deux notes comportant des propositions pour éviter qu’une nouvelle affaire de Rugy  ne se reproduise. Le 3 août 2019, L’Observatoire appelle notamment à la création d’un poste de déontologue du Gouvernement. Le 21 septembre 2019, un colloque portant sur « Cabinets ministériels et finances publiques » est organisé à Sciences Po Lille.
En février 2021, à l'occasion de l'affaire Anticor, L'Observatoire propose une refonte de la procédure de l'agrément des associations anticorruption, impliquant notamment de la confier, en lieu et place du gouvernement, à un tiers impartial telle que la Haute Autorité pour la transparence de la vie publique,. L'Observatoire publie également un Livre blanc pour "rénover la démocratie locale", comprenant 45 propositions concrètes de réformes pour améliorer la participation citoyenne, la déontologie, la transparence financière ou encore la lutte contre la corruption au niveau local,. En octobre 2021 paraît une étude intitulée "Pour une entreprise responsable et démocratique", tandis qu'un second Livre blanc consacré à "La digitalisation du service public : pour une éthique numérique inclusive" est notamment remis au Défenseur des droits. La même année, L'Observatoire de l'éthique publique prend également position, par des tribunes, en faveur d'une meilleure prise en compte de l'éthique sur des sujets tels que la question du genre dans l'entreprise, le financement des associations, la fabrique de la loi en temps de pandémie, le Crédit d'impôt recherche ou encore les Pandora Papers. Les travaux de L’Observatoire ont également participé directement,, la même année, à la création d’un organe de déontologie au Conseil économique, social et environnemental par la loi organique du 15 janvier 2021.
En septembre 2021, L'Observatoire de l'éthique publique transfère son siège social à Lille où il tient également son université d'été sur le thème "De l'éthique publique à l'éthique des affaires". Une trentaine d'universitaires et de parlementaires l'anime, tandis que des personnalités telles que Jacques Attali et Didier Migaud sont invitées à participer aux débats,.
En 2022, les travaux et propositions majeures de L'Observatoire de l'éthique publique portent sur des sujets variés comme le recours par l'État aux cabinets de conseil, les enjeux éthiques et juridiques de la reconnaissance faciale, l'institution d'un déontologue du gouvernement,. Au cours de l'année, L'Observatoire publie également plusieurs tribunes prenant position sur la place de l'éthique des affaires dans la campagne présidentielle 2022, la corruption de certains parlementaires européens dans le cadre de la Coupe du monde au Qatar,, les achats publics responsables, les pouvoirs de la Commission d'accès aux documents administratifs ou encore la réforme de la Cour nationale du droit d'asile. En février 2022, les travaux des membres de L'Observatoire permettent la création, par un amendement introduit dans la loi dite "3DS", du référent déontologue des élus locaux dorénavant mentionné à l'article L1111-1-1 du Code général des collectivités territoriales. En septembre 2022, L'Observatoire publie, en partenariat avec l'Institut Rousseau, l'ouvrage Réveiller la démocratie réunissant les idées et propositions de près de soixante-dix juristes, économistes, politistes, philosophes, écrivains, ou encore acteurs associatifs pour "ré-enchanter notre démocratie et la réconcilier avec le citoyen",. En novembre 2022, L'Observatoire organise les premières Assises nationales de la déontologie publique locale à l'Université Polytechnique des Hauts-de-France, qui rassemblent pendant deux jours universitaires, responsables et agents publics autour de la "transition déontologique" de la sphère publique locale,,. 
Fin 2022, L’Observatoire de l’éthique publique et Transparency International France créent également le Prix du meilleur ouvrage sur la Transparence et l'Éthique. Après une présélection de cinq ouvrages par un jury présidé par Thomas Legrand, le 1er prix est remis le 1er décembre 2022 à deux ouvrages lauréats et leurs auteurs : Mathieu Aron et Caroline Michel-Aguirre pour leur ouvrage Les infiltrés, ainsi que Nicolas Forissier pour son essai consacré aux lanceurs d’alerte L’ennemi intérieur.
En janvier 2023, Jean-Eric Gicquel, Professeur de droit public à l'Université de Rennes et membre de L'Observatoire de l'éthique publique, est nommé déontologue de l'Assemblée nationale,.

## Ouvrages publiés avec le soutien de L'Observatoire de l'éthique publique
- Jean-François Kerléo, Elina Lemaire, Romain Rambaud (dir.), Transparence et déontologie parlementaires : bilan et perspectives, Institut Universitaire Varenne, 2019, 312 p.[71]
- Jean-François Kerléo (dir.), Le Lobbying. Influence, contrôle et légitimité des représentants d'intérêts, LGDJ, 2020, 438 p.[72]
- Emmanuel Aubin, Jean-Michel Eymeri-Douzans, Jean-François Kerléo, Johanne Saison (dir.), Quelle déontologie pour la haute fonction publique ? Enjeux, textes et perspectives, IFJD, 2021, 330 p.[73]
- Matthieu Caron, Aurore Granero, Jean-François Kerléo, Franck Waserman (dir.), Le métier d'élu local. Statut, pouvoirs et transparence, IFJD, 2021, 198 p.[74]
- Vanessa Barbé, Jean-François Kerléo, Julien Padovani (dir.), L'éthique à l'épreuve de la crise, Editions L'Epitoge, 2021, 296 p.[75]
- Raphaël Maurel (dir.), Le droit international des investissements au prisme de l'éthique, CREDIMI, LexisNexis, 2021, 250 p.[76]
- Elina Lemaire, Johanne Saison, Élise Untermaier-Kerléo (dir.), La déontologie des juges. État des lieux et perspectives d'avenir, IFJD, 2021, 282 p.[77]
- Élina Lemaire, Thomas Perroud (dir.), Le Conseil constitutionnel à l’épreuve de la déontologie et de la transparence, LGDJ, IFJD, 2022, 356 p.[78]
- Matthieu Caron, Jean-François Kerléo (dir.), La déontologie gouvernementale, LGDJ, IFJD, 2022, 282 p. [79]
- Julie Gallois, Raphaël Maurel (dir.), La sécurité globale. Perspectives juridiques et éthiques, Editions L'Epitoge, 2022, 188 p. [80]
- René Dosière, Gaël Giraud (dir.), Réveiller la démocratie, Les Éditions de l’atelier, 2022, 352 p. [81]
- Jean-François Kerléo, Sophie Lamouroux (dir.), L’Elysée. De l’ombre à la lumière, LGDJ, IFJD, 2023, 314 p. [82]
- Vanessa Barbé, Bertrand-Léo Combrade et Charles-Édouard Sénac (dir.), La démocratie illibérale en droit constitutionnel, Bruylant, 2023, 496 p.[83]
- Matthieu Caron, Raphaël Maurel (dir.,), Penser la transition numérique. Vers un monde digital durable, Éditions de l'Atelier, 2023, 233 p. [84]
- Chloé Liévaux, Julie Gallois (dir.), Le droit pénal face à l'éthique, Dalloz, 2023, 250 p. [85]
- Sabrina Le Normand-Caillère, Vanessa Barbé (dir.), L'éthique fiscale, Legitech, 2023, 264 p. [86]
- Matthieu Caron, Droit gouvernemental. Finalités théoriques, pratiques et démocratiques, IFJD, 2024, 204 p. [87]
- Raphaël Maurel, Éloïse Petit-Prevost-Weygand (dir.), L'encadrement international des cryptoactifs, CREDIMI, LexisNexis, 2024, 233 p. [88]